# Nu Herculis
Désignations
Nu Herculis (en abrégé ν Her) est une étoile binaire et variable de quatrième magnitude de la constellation boréale d'Hercule. D'après la mesure de sa parallaxe annuelle par le satellite Hipparcos, le système est distant d'approximativement ∼ 860 a.l. (∼ 264 pc) de la Terre. Il se rapproche du Système solaire à une vitesse radiale de −24,3 km/s.
Nu Herculis est une étoile binaire dont les deux composantes sont séparées de 0,446″. Son étoile primaire, désignée Nu Herculis A, est une géante lumineuse jaune-blanc de type spectral F2 II. Elle est environ 5,3 fois plus massive que le Soleil et elle est estimée être âgée de 200 millions d'années . L'étoile est 799 fois plus lumineuse que le Soleil et sa température de surface est de 6 410 K. C'est une variable semi-régulière de sous-type SRd présumée, avec une magnitude apparente qui varie entre 4,38 et 4,48. Une période de 29 jours en a été dérivée.
La composante secondaire, Nu Herculis B, est près de trois magnitudes plus faible que la primaire avec une magnitude de 7,5, et elle est plus chaude qu'elle avec un type spectral de B9,5.